# هایدن (ایندیانا)
هایدن (به انگلیسی: Hayden) یک منطقهٔ مسکونی در ایالات متحده آمریکا است که در شهرستان جنینگز، ایندیانا واقع شده‌است. هایدن ۱۸۸٫۹۸ متر بالاتر از سطح دریا واقع شده‌است.